# Moqueur à bec courbe
Toxostoma curvirostre
Espèce
Statut de conservation UICN

 LC  : Préoccupation mineure
Le Moqueur à bec courbe (Toxostoma curvirostre) est une espèce d'oiseau de la famille des Mimidae.

## Description morphologique
Cet oiseau de 24 à 29 cm de longueur possède un long bec courbé noir, des pattes noires et des yeux d'un rouge-orangé pâle. Le dessus du plumage est gris-brun et le dessous gris-beige, avec quelques rayures peu visibles sur la poitrine. La longue queue est plus sombre que le reste du corps et de fines barres alaires plus pâles peuvent parfois se voir sur les ailes.

## Comportement

### Alimentation
Cet oiseau insectivore cherche ses proies au sol.

### Relations intra- et interspécifiques
Les vocalisations du Moqueur à bec courbe sont de longs chants un peu haletants, mais ne comportant que très peu voire pas du tout de phrases répétitives. Les appels sont des ouit-ouiit un peu interrogatifs.

## Répartition et habitat

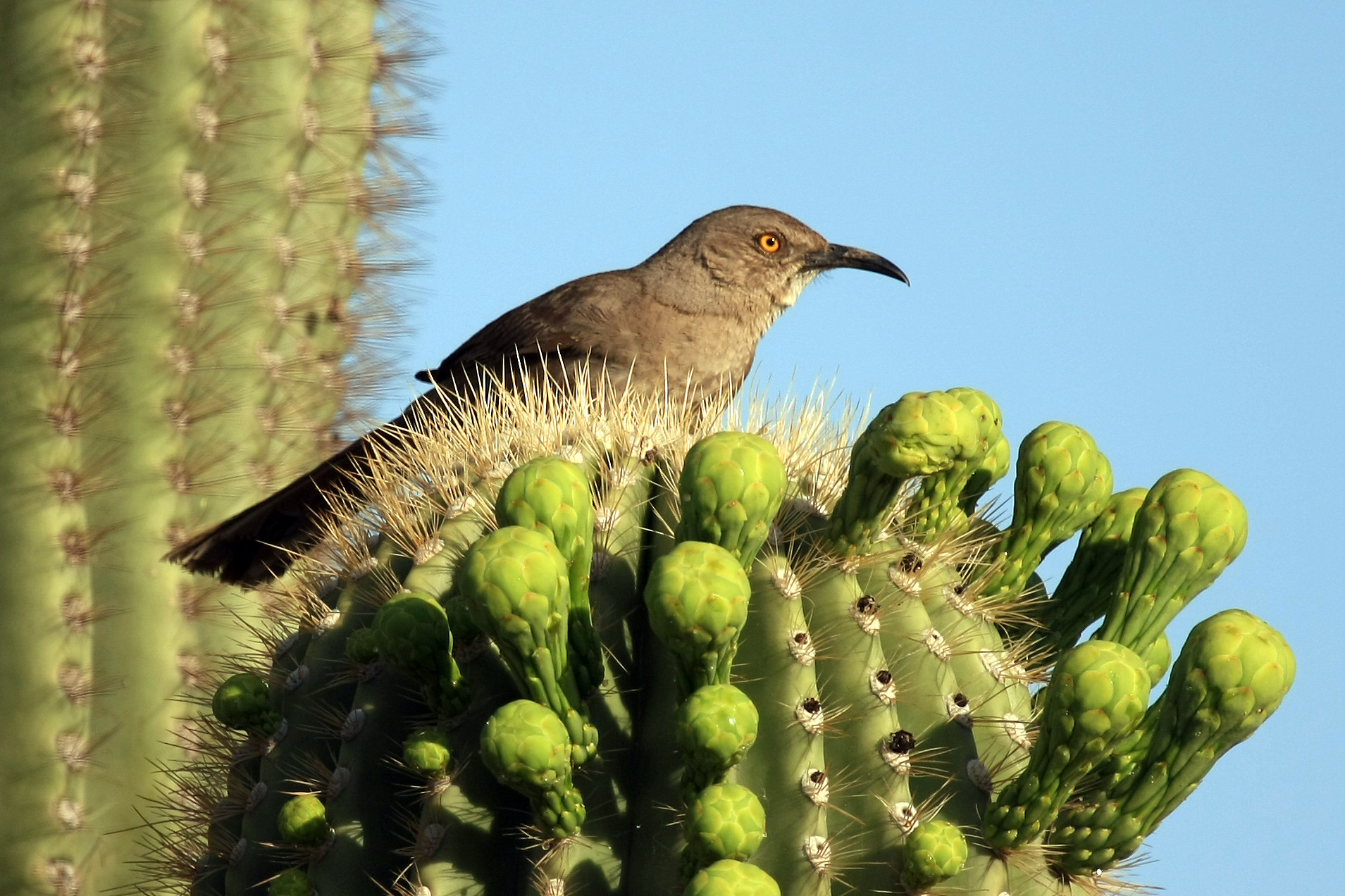
Le Moqueur à bec courbe vit dans les déserts de cactus du Mexique et du sud des États-Unis

Cet oiseau est un résident permanent des déserts de cactus du sud-ouest des États-Unis, et du Mexique. Son aire de répartition couvre le sud de l'Arizona, le sud et l'ouest du Texas et s'étend au sud jusqu'au Mexique.

## Systématique

### Liste des sous-espèces
Selon Catalogue of Life (1 avr. 2012) :
- sous-espèce Toxostoma curvirostre celsum
- sous-espèce Toxostoma curvirostre curvirostre (Swainson, 1827)
- sous-espèce Toxostoma curvirostre oberholseri
- sous-espèce Toxostoma curvirostre palmeri

## Galerie

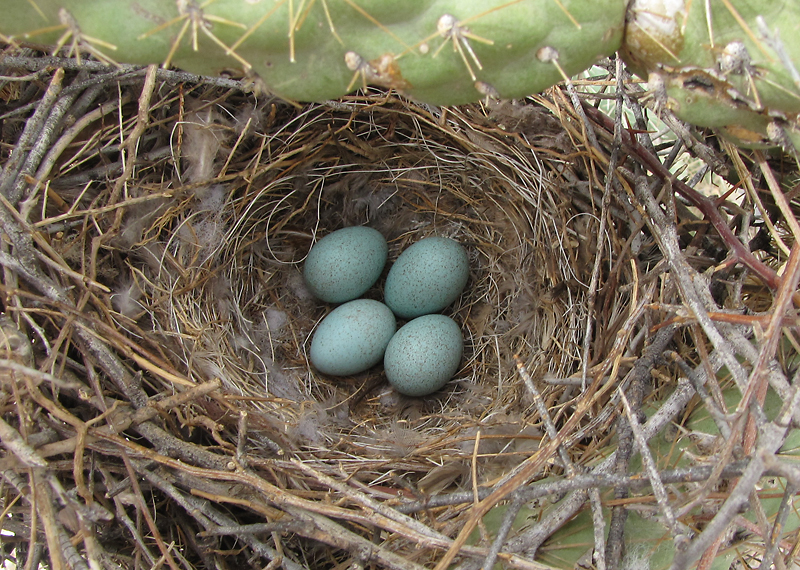
Œufs
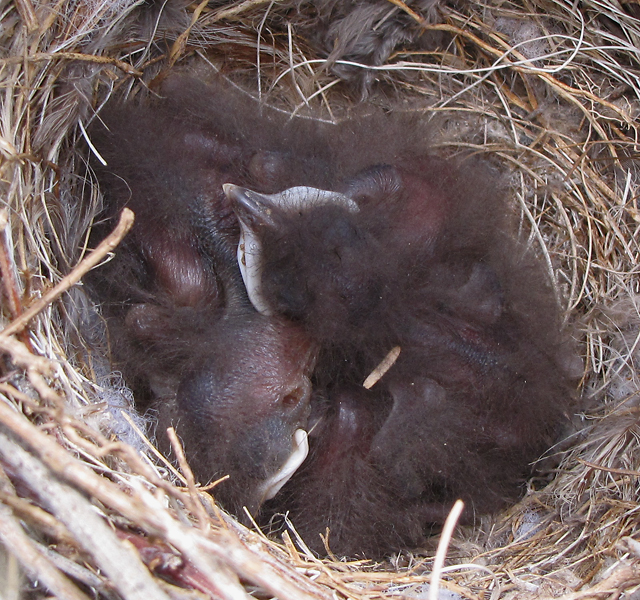
Poussins